# Sankt Johann, Mayen-Koblenz
Sankt Johann là một đô thị ở huyện Mayen-Koblenz bang Rheinland-Pfalz, phía tây nước Đức. Đô thị Sankt Johann, Mayen-Koblenz có diện tích 4,31 km².